# Andreas Erm
Andreas Erm, född den 12 mars 1976, är en tysk friidrottare som tävlar i gång.
Erm deltog vid Olympiska sommarspelen 2000 i Sydney på 20 km gång där han slutade på en femte plats. Han deltog även vid VM i Paris 2003 där han blev bronsmedaljör på den längre distansen 50 km gång.
Efter att inte deltagit vid något internationellt mästerskap sedan 2003 deltog han vid IAAF World Race Walking Cup 2008 där han blev 54:a på 20 km gång.